# Manly Palmer Hall
Manly Palmer Hall (18 de marzo de 1901-29 de agosto de 1990) fue un autor canadiense sobre el ocultismo, la mitología y las religiones. Su obra más conocida es The Secret Teachings of All Ages: An Encyclopedic Outline of Masonic, Hermetic, Qabbalistic and Rosicrucian Symbolical Philosophy
En 1919, Hall asumió el cargo de predicador de la Iglesia del Pueblo, ubicada en el Auditorio Trinity del centro de Los Ángeles. A principios de la década de 1920, Caroline Lloyd y su hija Estelle, miembros de una familia que controlaba un campo petrolífero en el condado de Ventura, California, comenzaron a enviar una gran parte de sus ingresos a Hall. Con estos fondos, Hall viajó por toda Europa y Asia para estudiar las vidas, costumbres y religiones de las personas en esas regiones. Durante una visita a Londres a principios de la década de 1930, Hall adquirió de un agente de subastas en Sotheby's una importante colección de libros raros y manuscritos sobre alquimia y esoterismo. Caroline Lloyd falleció en 1946 y en su testamento dejó a Hall una casa, 15.000$ en efectivo y un porcentaje anual de las acciones del campo petrolífero de su familia, valorado en aproximadamente 10.000$ por año, durante los siguientes 38 años.
Las Enseñanzas Secretas de Todos los Tiempos: Este libro publicado en 1928 fue su mayor obra. Su libro desafió las suposiciones sobre las raíces espirituales de la sociedad, haciendo que los lectores vieran su espiritualidad de maneras nuevas y diversas. Subtituló su libro como "la proposición de que oculta dentro de las figuras emblemáticas, alegorías y rituales de los antiguos hay una doctrina secreta sobre los misterios internos de la vida, doctrina que se ha preservado íntegramente entre un pequeño grupo de mentes iniciadas". 
Tras el éxito de "Las enseñanzas secretas de todas las épocas", Hall continuo escribiendo libros. Continuó su carrera hasta bien entrados los setenta, impartiendo aproximadamente 8.000 conferencias en Estados Unidos y en el extranjero, siendo autor de más de 150 libros y ensayos, y escribiendo innumerables artículos para revistas. Hall escribió la historia original  (guion de Anthony Coldeway) y también aparece como narrador de la película de 1938 "¿Cuándo naciste?", película de misterio que utiliza la astrología como argumento principal.
En 1934, Hall fundó la Sociedad de Investigación Filosófica (Philosophical Research Society en inglés) en Los Ángeles, California, una organización sin ánimo de lucro dedicada al estudio de la religión, la mitología, la metafísica y el ocultismo. La SIF aún mantiene una biblioteca de investigación de más de 50.000 volúmenes y también vende y publica libros metafísicos y espirituales, principalmente escritos por Hall. Tras su muerte, algunos de los raros libros de alquimia de Manly Hall se vendieron para mantener la PRS en funcionamiento. 
El 28 de junio de 1954, Hall fue iniciado como masón en la "Jewel Lodge No. 374", San Francisco (hoy "United Lodge"); ascendido a compañero el 20 de septiembre de 1954 y ascendido a maestro el 22 de noviembre de 1954. Tomó los grados filosóficos del Rito Escocés Antiguo y Aceptado un año más tarde. Le fue concedido el grado 33°, el 8 de diciembre de 1973.

## Obras
Escribió más de 150 libros. Algunos de los más importantes son:
- The Secret Teachings of All Ages, 1928 PRS
- Meditation Symbols In Eastern & Western Mysticism-Mysteries of the Mandala, The Philosophical research Society,Inc.,1988. ISBN 0-89314-543-2
- Lectures on ancient philosophy: An Introduction to Practical Ideals
- The Adepts Series PRS
- Lady of Dreams: A fable in the manner of the Chinese (Los Ángeles, 1943)
- The blessed angels: a monograph
- Lectures on Ancient Philosophy—An Introduction to the Study and Application of Rational Procedure, The Hall Publishing Company, Los Ángeles, First Edition, 1929, Rosicrucian and Masonic Origins (chapter 19)
- Introduction to Max Heindel's Blavatsky and The Secret Doctrine, 1933 ,
- Atlantis, An Interpretation
- Noah and His Wonderful Ark